# الآغا جروب
الآغا جروب,(به انگلیسی: Al Agha Group) شرکت کارخانه‌ای که لوازم خانگی و الکترونیکی تولید می‌کند و توسط تاجر عبدالناصر عبدالفتاح تأسیس شده است در سال ۲۰۲۴، عنوان برجسته‌ترین شرکت مصری به آن اعطا شد.